# Николски (Аљаска)
Николски (енгл. Nikolski) насељено је место без административног статуса у америчкој савезној држави Аљаска.

## Демографија
По попису из 2010. године број становника је 18, што је 21 (-53,8%) становника мање него 2000. године.
| Група             | 2000.      | 2010.    |
| Белци             | 12 (30,8%) | 1 (5,6%) |
| Афроамериканци    | 0 (0,0%)   | 0 (0,0%) |
| Азијати           | 0 (0,0%)   | 0 (0,0%) |
| Хиспаноамериканци | 0 (0,0%)   | 0 (0,0%) |
| Укупно            | 39         | 18       |